# Parmakkaya, Kemah
Parmakkaya là một xã thuộc huyện Kemah, tỉnh Erzincan, Thổ Nhĩ Kỳ. Dân số thời điểm năm 2010 là 3 người.